# Акушерские кровотечения
Сюда перенаправляется запрос Кровотечение при беременности.
Акушерские кровотечения — группа патологических кровотечений из матки и других органов репродуктивной системы, связанные с выполнением детородной функции, во время беременности, в родах, в раннем и позднем послеродовом периодах. Они занимают одно из первых мест в списке причин материнской смертности во всём мире.
Основные причины кровотечений во время беременности и родов включают преждевременную отслойку плаценты, предлежание плаценты, увеличение её размеров и тесное прикрепление, гипотонию матки, нарушения гемостаза и травмы мягких тканей родовых путей. Среди всех акушерских кровотечений, наиболее распространены кровотечения в послеродовом периоде, реже встречаются случаи кровотечений, связанных с преждевременной отслойкой нормально расположенной плаценты (ПОНРП).

## Кровотечения в первой половине беременности
Основными причинами кровотечений в первой половине беременности являются внематочная беременность (включая шеечную), самопроизвольный аборт, трофобластическая болезнь (хорионэпителиома и пузырный занос), кровотечение в результаты варикозной болезни вульвы, а также полипоз и рак шейки матки.

### Самопроизвольный аборт
Выкидыш — самопроизвольное патологическое прерывание беременности. Основным симптомом является внезапное кровотечение из половых путей после продолжительной аменореи. Источник кровотечения — матка. Самопроизвольный аборт обычно происходит на 3-м месяце беременности. Является механизмом саногенеза при дефектном развитии плода и плаценты.

### Пузырный занос
Редко встречающееся заболевание плодного яйца, осложняющее беременность. Представляет собой своеобразное изменение ворсинчатой оболочки, в основе которого лежит перерождение ворсин хориона. При пузырном заносе происходит резкий отёк ворсин, они разрастаются и, превращаются в пузырьки, наполненные светлой жидкостью. Осложнения, связанные с пузырным заносом, происходят на 3—4-м месяце беременности в виде кровянистых выделений и кровотечения из половых путей, произошедших в результате частичной отслойки пузырьков от стенок матки. Кровь жидкая, тёмного цвета, содержит отторгнувшиеся пузырьки заноса. Кровотечение приводит к значительной анемии, а при усилении может стать опасным для жизни женщины.

### Рак шейки матки
Рак шейки матки — наиболее часто диагностируемый тип рака во время беременности. К фактором риска развития этой патологии относятся инфекции папилломавирусами, табакокурение, длительное использование оральных контрацептивов, иммуносупрессия и большое число половых партнёров. При раке шейки матки в зависимости от срока беременности проводится оперативное родоразрешение с последующей экстирпацией матки — при больших сроках, удаление матки при небольших сроках беременности с согласия женщины. Никаких консервативных методов остановки кровотечения при раке шейки матки не используется.

### Внематочная беременность
Постоянная и сильная боль в животе, которая сопровождается кровотечением, может быть симптомом внематочной беременности (когда эмбрион закрепился вне матки) — в этом случае необходима срочная госпитализация.
Хотя это и не является нормой, небольшие кровянистые выделения во время первых трёх месяцев беременности встречаются довольно часто. От 15 % до 25 % беременных отмечают нечто подобное в первом триместре.
Шеечная беременность — редкая форма внематочной беременности, при которой прикрепление и развитие плодного яйца происходят в канале шейки матки. Кровотечения при шеечной беременности всегда очень обильно, потому что нарушается структура сосудистых сплетений матки — сюда подходит нижняя ветвь маточной артерии, пудендальная артерия. Толщина шейки матки значительно меньше толщины матки в области тела, поэтому нарушаются сосуды и кровотечение не удается остановить без оперативного вмешательства.

### Прикрепление к стенке матки
При прикреплении к стенке матки оплодотворенная яйцеклетка прикрепляется к стенке матки, что вызывает небольшое кровотечение, которое обычно продолжается день или два.
Лечение или соблюдение определённых мер предосторожности на протяжении всей беременности необходимо, если кровотечение вызвано следующими причинами:
- Раздражение шейки матки
- Инфекция влагалища или шейки матки
- Полип шейки матки
- Узлы миомы
- Наследственное заболевание
- «Исчезающий близнец»
- Травма

### Раздражение шейки матки
Во время беременности гормоны воздействуют на шейку матки (нижняя часть матки, вход в неё) так, что она становится более ранимой. К примеру, половой акт или взятие мазка на анализ могут привести к кровянистым выделениям.

### Полип шейки матки
Полип шейки матки — небольшой нарост на слизистой матки.

### Узлы миомы
Узлы миомы — большие узлы миомы, которые находятся на той части слизистой матки, где имплантировался эмбрион и развивается плацента.

### Наследственное заболевание
Например, болезнь Виллебранда.

### «Исчезающий близнец»
«Исчезающий близнец» — когда один или несколько эмбрионов при многоплодной беременности отторгаются, оставляя в матке только один. Такое может произойти и при естественном зачатии, но чаще встречается при беременности, наступившей в результате искусственного оплодотворения и имплантации нескольких эмбрионов.

### Травма
Кровотечение может быть вызвано травмой: падением, автокатастрофой или насилием. Многие беременности продолжаются благополучно, несмотря на кровотечение.

## Кровотечения во второй половине беременности
Основными причинами кровотечений во второй половине беременности являются предлежание плаценты и преждевременная отслойка нормально расположенной плаценты.

### Предлежание плаценты
Неправильное прикрепление плаценты, при котором она располагается в области нижнего сегмента матки, частично или полностью ниже предлежащей части плода. При предлежании плаценты кровотечение часто появляется внезапно, без болевых ощущений, и может быть очень обильным. Кровотечение может самостоятельно прекратиться, но спустя некоторое время возникнуть вновь, или может продолжаться в виде скудных выделений. При неполном предлежании плаценты кровотечение может начаться в самом конце беременности. Однако чаще это происходит в начале родов. Сила кровотечения зависит от величины предлежащего участка плаценты.
Диагностика
Повторяющееся кровоотделение из половых путей от незначительного до сильного во второй половине беременности, прогрессирующая железодефицитная анемия. Обычно сочетается с поперечным или косым положением плода, высоким стоянием предлежащей части (головка, тазовый конец).
Неотложная помощь:
- госпитализация в акушерский стационар;
- при обильном кровоотделении госпитализацию сопровождают внутривенным введением плазмозамещающих растворов (желатиноль, лактасол и др.).

### Преждевременная отслойка нормально расположенной плаценты
Особую угрозу возникновения обширных акушерских кровотечений представляет преждевременная отслойка нормально расположенной плаценты (ПОНРП), то есть отслойка плаценты до рождения плода (во время беременности, в первом и во втором периодах родов). Распространённость патологии — 0,5—1,4 % от общего числа родов. В зависимости от площади выделяют частичную и полную отслойку плаценты. При частичной отслойке плаценты от маточной стенки отслаивается часть её, при полной — вся плацента. Частичная ПОНРП может быть краевой, когда отслаивается край плаценты, или центральной — соответственно центральная часть. Отслоение плаценты может быть прогрессирующим и непрогрессирующим.
Диагностика
Диагностика основана на клинической картине заболевания, данных ультразвуковой диагностики (УЗИ), изменениях гемостаза. Тактика ведения беременности при ПОНРП зависит от следующих показателей: величина кровопотери, состояние беременной и плода, срок гестации, состояние гемостаза.

## Кровотечения в родах

### Второй период родов

#### Разрыв матки
Одним из самых серьёзных повреждений родовых путей, сопровождающихся болевым шоком (часто в сочетании с геморрагическим шоком), является разрыв матки. Распространённость повреждения — 0,02—0,1 % от общего числа родов.

### Третий период родов
Кровотечения в третьем периоде родов и в начальном послеродовом периоде могут быть вызваны задержкой частей последа, травмами мягких тканей родовых путей, аномалиями прикрепления плаценты, гипотонией матки и нарушениями гемостаза.
Кровотечения в третьем периоде связаны со следующими нарушением отделения и выделения последа:
1. Частичное плотное прикрепление
2. Частичное или полное истинное приращение
3. Ущемление отделившегося последа в области внутреннего зева и матка

## Послеродовые кровотечения

### Кровотечение в раннем послеродовом периоде
Кровотечение из родовых путей в первые 2 часа после окончания родов связано с отделением плаценты от стенки матки. Является нормальным в послеродовом периоде, если не превышает 0,5 % от массы тела (300—400 мл). Кровотечение, превышающее 400 мл в объёме, считается опасным и происходит, как правило, в случае гипотонии или атонии матки. Частота кровотечения в раннем послеродовом периоде составляет 2,0-5,0 % от общего количества родов. По времени возникновения различают ранние и поздние послеродовые кровотечения.

### Гипотонические и атонические кровотечения
Гипотонические (снижение тонуса миометрия) и атонические (полная потеря тонуса) кровотечения из матки в раннем послеродовом периоде возникают в результате нарушения механизма послеродового гемостаза. Снижение или потеря тонуса миометрия раньше завершения процесса тромбообразования сосудов приводят к вымыванию тромбов током крови и развитию кровотечения, вплоть до массивного, с быстрой кровопотерей до нескольких литров.

### Послеродовое кровотечение
Первично (первые 24 часа) или вторичное (2 — 42 сутки) послеродовое кровотечение — кровопотеря более 500 мл после родов через естественные родовые пути и более 1000 мл при проведении операции кесарева сечения или кровопотеря любого объёма крови, приводящего к гемодинамической нестабильности.

## Смертность
Акушерские кровотечения — опасные осложнения, которые сопряжены с высокими показателями материнской смертности, что объясняется их высокой интенсивностью, быстрым увеличением объёма потери крови до критического уровня, стремительным истощением компенсаторных механизмов организма и развитием ДВС-синдрома.
Анализ инцидентов материнской смертности выявляет, что отрицательное воздействие на результаты борьбы с кровотечением часто связано с факторами, вызванными медицинской деятельностью. В частности, к таким факторам относится агрессивное вмешательство со стороны акушеров (необоснованная стимуляция родовой деятельности, травмы и прочее), недооценка объёма потери крови и состояния пациентки, ошибочный или несвоевременный выбор метода окончательной остановки кровотечения, нарушение последовательности лечебных мероприятий, а также задержка и несоответствующее введение инфузионно-трансфузионной терапии.

## Лечение

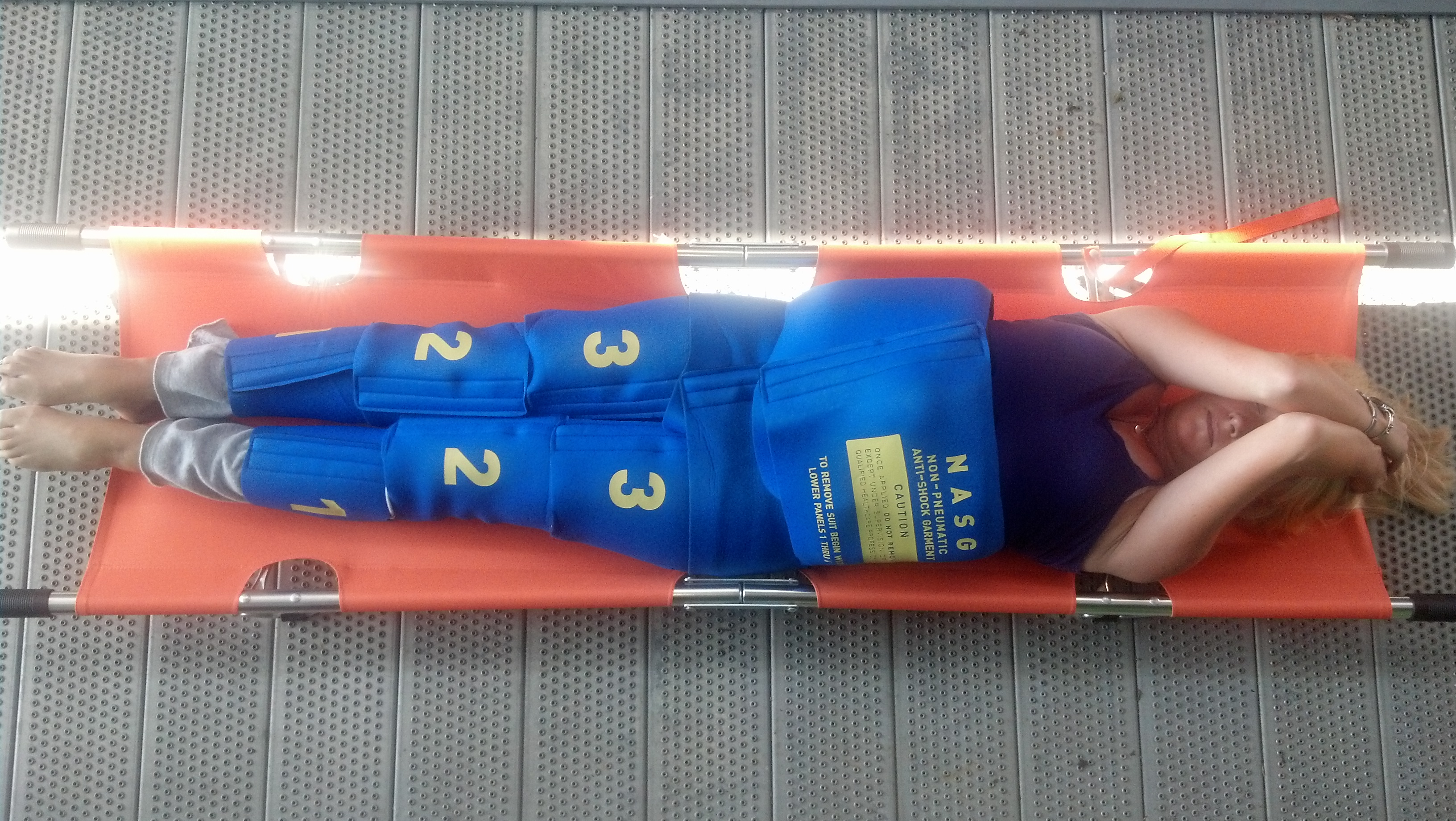
Непневматическая противошоковая одежда для стабилизации женщин с гиповолемическим шоком

Проводятся методы для остановки кровотечения, анестезия, а также инфузионно-трансфузионная терапия. Для лечения вторичного к акушерскому кровотечению гиповолемического шока может использоваться непневматическая противошоковая одежда.
В третьем периоде родов активное ведение включает использование утеротонических препаратов с целью предотвращения и лечения послеродовых кровотечений. ВОЗ рекомендует применять следующие утеротоники: окситоцин, мизопростол, карбетоцин, а также препараты спорыньи (метилэргометрин, эргометрин) и различные комбинации окситоцина с другими утеротоническими препаратами.